# Macrocoma calliptoides
Macrocoma calliptoides là một loài bọ cánh cứng trong họ Chrysomelidae. Loài này được Lopatin miêu tả khoa học năm 1996.